# István Bagyula
István Bagyula (Budapest, 2 gennaio 1969) è un ex astista ungherese, medaglia d'argento ai Mondiali di Tokyo 1991.

## Palmarès
| Anno | Manifestazione  | Sede       | Evento           | Risultato | Prestazione | Note |
| ---- | --------------- | ---------- | ---------------- | --------- | ----------- | ---- |
| 1988 | Europei indoor  | Budapest   | Salto con l'asta | 14º       | 5,40 m      |      |
| 1995 | Mondiali indoor | Barcellona | Salto con l'asta | 15º (q)   | 5,60 m      |      |